# 歌川国保
歌川 国保（うたがわ くにやす、生没年不詳）とは、明治時代の浮世絵師。

## 来歴
師系不明。本姓は瀬尾、名は文治郎。歌川の画姓を称し石斎と号す。初名は治明という。作画期は明治20年代頃で、深川区西森下町一丁目七番地に住む。

## 作品
- 「雲客観兵式之図」　大判錦絵3枚続　静岡県立中央図書館所蔵　※明治20年（1887年）
- 「観兵式御幸図」　大判錦絵3枚続　※明治20年
- 「新年御拝賀之図」　大判錦絵3枚続　静岡県立中央図書館所蔵　※明治20年、横山良八版
- 「皇国高官鑑」　大判3枚続　※明治20年
- 「市川団十郎」　大判錦絵　※「石斎国保筆」の落款